# NST Cophie's
NST Cophie's (Koffi Ernest) est un artiste ivoirien.

## Biographie

### Carrière
Il est une figure emblématique du Zogoda un genre musical populaire en Côte d'Ivoire.
Né en 1955, Il décède le 08 mars 2020 aux États-Unis, à l'âge de 65 ans.

## Œuvre
- Faya Largeau
- Zôgôda N’zoué
- Zopio dance
- N’golentio
- Z à Z
- Vive les mariés
- Lady Diana
- M Djambo
- Obaya
- Missie Bouaffo
- Pour eux
- Tranche de vie